# Franjo Sušnik
Franjo Sušnik SJ (Međimurje, 25. studenoga 1686. – Zagreb, 30. travnja 1739.), hrvatski katolički svećenik, isusovac, duhovni pisac i leksikograf
Rođen je u Međimurju u nepoznatom mjestu. U Družbu Isusovu stupio je 17. siječnja 1711. godine u Beču. Nakon završene teologije u Grazu, obavljao je profesorske i pastoralne službe u Varaždinu, Zagrebu, Osijeku i Pečuhu.
Na temelju drugih izvora pripisuje mu se autorstvo rječnika Lexicon Latinum, iako je kao autor na naslovnici naveden samo Andrija Jambrešić. Iz službenih dokumenta Družbe proizlazi da je od jezika govorio latinski i hrvatski "dobro", a njemački "nešto" (lat. parum) i kasnije "osrednje" (lat. mediocriter). Ne navodi se da je poznavao mađarski, što znači da ga je mogao poznavati neznatno.

## Djela
- 1734. Put vu nebo po pravoi szpovedi raven y po vszagdassnyem premiszlyavanyu szrechen y za pobosnoszt oneh kojem je malo szamo na csiszlo moliti pripraulyen. Vu Zagrebu: po Ivanu Weitzu.
- 1742. Lexicon Latinum interpretatione Illyrica, Germanica et Hungarica locuples. Zagrabiae: Typis Academicis Societatis Jesu, per Adalbertum Wilh. Wesseli. [To mu se djelo pripisuje iako nije naveden kao autor na naslovnici.]